# Luca Bianchin
Luca Bianchin (Milano, 15 novembre 1971) è un ex nuotatore italiano.

## Carriera
Specializzato nel dorso con i 200 m come distanza preferita, vanta con la nazionale giovanile una medaglia di bronzo vinta a Roma agli europei giovanili del 1987 nei 200 m. Dal 1988 ha cominciato anche a salire sul podio ai campionati italiani assoluti, e nel 1990 ha vinto il suo primo titolo nei 200 m. L'anno dopo Viene convocato per i campionati mondiali di Perth dove disputa la finale B dei 200 m. Nelle gare nazionali ha vinto ancora tre volte ai campionati primaverili. Dopo altri due titoli italiani ancora ai primaverili del 1992 è arrivata la convocazione per i Giochi Olimpici di Barcellona: nei 200 m è stato ancora finalista "B".
Ai Giochi del Mediterraneo del giugno 1993 ha vinto le sue perime medaglie internazionali: Argento nei 200 m dorso e bronzo con la staffetta 4 × 100 m mista con Massimiliano Cagelli, Luis Alberto Laera e Emanuele Idini. due mesi dopo ha partecipato anche ai campionati europei di Sheffield. Ha avuto il momento più alto in carriera in agosto vincendo la medaglia d'argento nei 200 m ai Mondiali in vasca corta di Palma di Maiorca; è stato anche finalista con la 4 × 100 m stile libero, quinto con Idini, Emanuele Merisi e Bruno Zorzan.
Nel 1997 ha vinto il suo ultimo titolo italiano. Per anni nuotatore della Dimensione Dello Sport, è rimasto nella società anche dopo il ritiro, diventando il responsabile del settore giovanile.

## Palmarès
nota: questa lista è incompleta
| Giochi Olimpici               | ---                     | 200 m dorso            | ---                  |
| 1992 Barcellona Spagna        | ---                     | 3º in finale B 2'01"70 | ---                  |
| Campionati del mondo          | 100 m dorso             | 200 m dorso            | ---                  |
| 1991 Perth Australia          | elim. in batteria 58"81 | 3º in finale B 2'02"94 | ---                  |
| Mondiali in vasca corta       | ---                     | 200 m dorso            | 4 × 100 m st. libero |
| 1993 Palma di Maiorca Spagna  | ---                     | Argento 1'55"09        | 5º - 3'22"46 :       |
| Campionati europei            | 100 m dorso             | 200 m dorso            | ---                  |
| 1993 Sheffield Regno Unito    | 3º in finale B 57"34    | ---                    | ---                  |
| Giochi del Mediterraneo       | ---                     | 200 m dorso            | 4 × 100 m mista      |
| 1993 Narbonne e Canet Francia | ---                     | Argento 2'02"06        | Bronzo: 3'48"85 :    |
| Europei giovanili             | ---                     | 200 m dorso            | ---                  |
| 1987 Roma Italia              | ---                     | Bronzo 2'08"64         | ---                  |

### Campionati italiani
4 titoli individuali e 4 in staffette, così ripartiti:
- 1 nei 100 m dorso
- 3 nei 200 m dorso
- 4 nella 4 x 100 m mista

| Anno | Edizione    | st.libero 4×100 m | st.libero 4×200 m | dorso 100 m | dorso 200 m | mista 4×100 m |
| ---- | ----------- | ----------------- | ----------------- | ----------- | ----------- | ------------- |
| 1988 | Primaverili | -                 | -                 | -           | 2           | -             |
| 1988 | Estivi      | -                 | -                 | -           | 2           | -             |
| 1989 | Estivi      | -                 | -                 | -           | 3           | -             |
| 1990 | Primaverili | -                 | 2                 | 2           | 2           | -             |
| 1990 | Estivi      | -                 | 2                 | 2           | 1           | -             |
| 1991 | Primaverili | -                 | -                 | 1           | 1           | 1             |
| 1991 | Estivi      | -                 | -                 | -           | 3           | 2             |
| 1992 | Primaverili | -                 | -                 | 2           | 1           | 1             |
| 1992 | Estivi      | -                 | -                 | 2           | 3           | 2             |
| 1993 | Primaverili | -                 | -                 | 2           | 2           | 2             |
| 1993 | Estivi      | 3                 | 3                 | 2           | 2           | 1             |
| 1994 | Primaverili | -                 | -                 | 3           | 2           | 2             |
| 1994 | Estivi      | -                 | -                 | 3           | -           | -             |
| 1995 | Primaverili | -                 | -                 | 3           | 3           | 2             |
| 1997 | Primaverili | -                 | -                 | 2           | 3           | 1             |
| 1997 | Estivi      | -                 | -                 | 2           | -           | 3             |